# Абдулла Мясник
Лоуренс Роберт Шрив (англ. Lawrence Robert Shreve, род. 11 января 1941, Уинсор, Онтарио) — канадский рестлер, наиболее известный под псевдонимом Абдулла Мясник (англ. Abdullah the Butcher).
Он имеет репутацию участника одних из самых жестоких и кровавых матчей хардкор-рестлинга всех времен. За время своей карьеры в рестлинге он получил прозвище «Безумец из Судана».
Одной из визитных карточек Шрива является группа шрамов на голове, похожих на разводы, которые появились у него из-за чрезмерного использования лезвий во время его карьеры. Шрамы настолько глубокие, что, по словам Мика Фоли, Шрив может вставлять в них игровые фишки. Любитель боевых искусств, Шрив также владеет дзюдо и карате, часто применяя эти знания в своих матчах.

## Титулы и награды
- All Japan Pro Wrestling
  - NWA International Tag Team Championship (1 раз) — с Рэем Кэнди[1]
  - NWA United National Championship (1 раз)[2]
  - PWF United States Heavyweight Championship (1 раз)
  - PWF World Heavyweight Championship (1 раз)
  - Champion’s Carnival (1976, 1979)
  - January 4th Korakuen Hall Heavyweight Battle Royal Winner (2008)
- Big Japan Pro Wrestling
  - BJW Deathmatch Heavyweight Championship (1 раз)
- Central States Wrestling
  - NWA Central States Tag Team Championship (2 раза) — с Роджером Кирби
- Georgia Championship Wrestling
  - NWA Georgia Heavyweight Championship (1 раз)
  - NWA Georgia Television Championship (1 раз)
- International Wrestling Association
  - IWA International Heavyweight Championship (3 раза)
- Lutte Internationale (Montreal)
  - Canadian International Heavyweight Championship (1 раз)
- Midwest Wrestling Federation
  - MWWF Heavyweight Championship (2 раза)
- NWA All-Star Wrestling
  - NWA Canadian Tag Team Championship (Vancouver version) (2 раза) — с Доктором Джерри Грэхамом и с Армандом Хуссейном
  - NWA World Tag Team Championship (Vancouver version) (1 раз) — с Доктором Джерри Грэхамом
- NWA Detroit
  - NWA United States Heavyweight Championship (Detroit version) (1 раз)
  - NWA World Tag Team Championship (Detroit version) (1 раз) — с Киллером Тимом Бруксом
- NWA New Zealand
  - NWA New Zealand British Commonwealth Championship (1 раз)
- NWA Southwest
  - NWA Texas Hardcore Championship (1 раз)
- National Wrestling Federation
  - NWF Heavyweight Championship (2 раза)
  - NWF International Championship (1 раз)
- Pro Wrestling Illustrated
  - PWI ставит его под № 54 в списке 500 лучших рестлеров 2003 года
- Stampede Wrestling
  - NWA Canadian Heavyweight Championship (Calgary version) (1 раз)
  - Stampede North American Heavyweight Championship (6 раз)
- Tokyo Pro Wrestling
  - TPW Tag Team Championship (1 раз) — с Бенкеем
- World Class Wrestling Association
  - WCWA Brass Knuckles Championship (1 раз)
- World Wrestling Council
  - WWC Caribbean Heavyweight Championship (2 раза)
  - WWC Hardcore Championship (1 раз)
  - WWC North American Heavyweight Championship (2 раза)
  - WWC Puerto Rico Heavyweight Championship (3 раза)
  - WWC Universal Heavyweight Championship (3 раза)
  - WWC World Heavyweight Championship (1 раз)
- Wrestling Observer Newsletter
  - Член Зала cлавы Wrestling Observer Newsletter (с 1996)[3]
- World Wrestling Entertainment
  - Член Зала славы WWE (с 2011)